# 杰克·林顿
约翰·吉尔伯特·「傑克」·林顿 PC MSC（1950年7月18日—2011年8月22日），加拿大政治人物，2003年至2011年間擔任聯邦新民主党黨魁，並曾於2004年至2011年間任加拿大国会下议院议员，代表多倫多丹佛選區。在他領導下，新民主黨所佔的國會下議院議席數目從2003年的14席增至2011年聯邦大選後的103席，為該黨歷來之最。新民主黨並憑此佳績首度成為官方反對黨，林頓亦兼任官方反對黨黨魁。在投身聯邦政壇之前，林頓曾任多伦多市议员，期間也曾間中擔當副市长和署理市長等職務。
林頓第二任妻子为當地港裔政治人物邹至蕙，他從而學會簡單粤語，並經常以粤語向華人社區為自己和新民主黨宣傳。2011年8月22日，林頓因癌症去世，享年61歲。

## 早年及個人生活

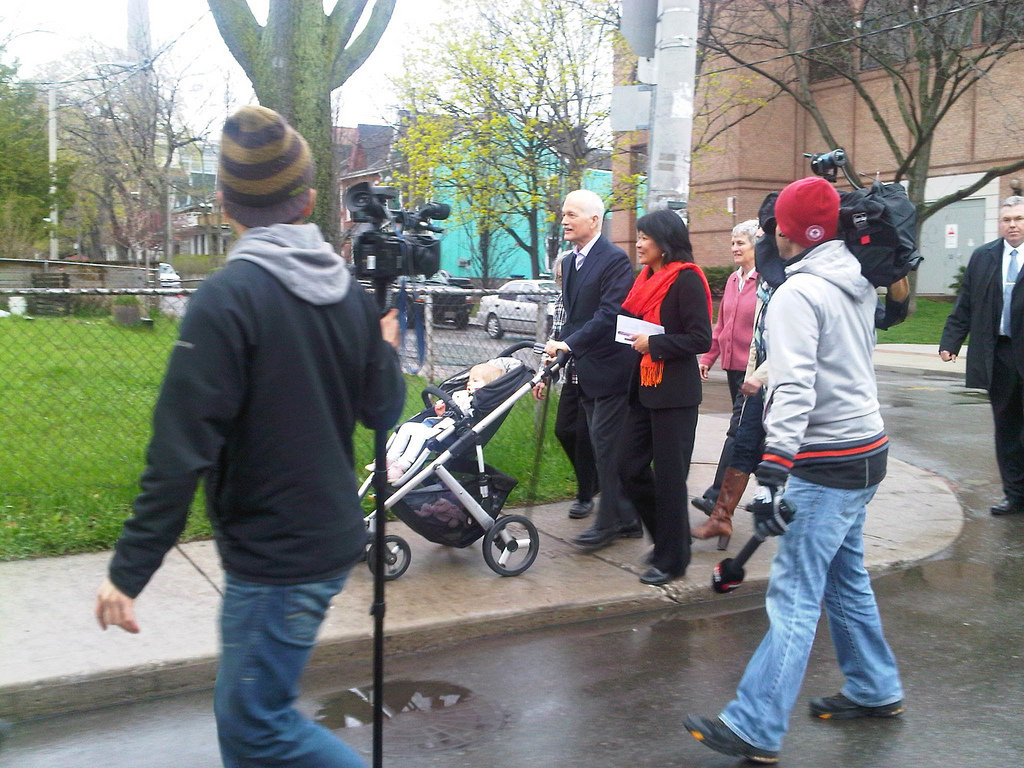
2011年聯邦大選投票日，林頓和鄒至蕙到票站投票

傑克·林頓於1950年在魁北克省蒙特婁出生，並於鄰近的哈德遜鎮長大。林頓家族擁有濃厚的政治背景：他祖父吉伯特·林頓曾任魁北克省議會議員，而保守黨籍的父親羅伯特·林頓則曾任國會下議員，並曾於總理梅隆尼内閣中擔任礦業國務部長。在家人熏陶下，林頓就讀哈德遜中學時加入該校學生會並成為主席。畢業後他到麥基爾大學修讀政治學和經濟，從該校取得文學士學位。1969年他與中學時結識的女朋友莎莉·哈爾福德結婚，婚後育有兒子米高（現為多倫多市議員）和女兒莎拉。
1970年，林頓為了到約克大學進修而舉家移居多倫多，先後從該校取得政治學碩士和博士學位。他碩士畢業後於1974年到懷雅遜理工學院（現多倫多都會大學）任教政治學，並曾於1978年至1994年間出任多倫多大學兼職教授，亦曾於母校約克大學任教。
經歷14年婚姻後，林頓與哈爾福德於1983年離婚。1985年，他在一場為西乃山醫院籌款的慈善拍賣會中結識香港出生的鄒至蕙，當時他正準備角逐大多倫多市議員席位，而她則首度參與多倫多公校教育局校務委員選舉。兩人其後開始約會，並於1988年在多倫多市的阿爾岡昆島上結婚。 

## 投身市政
林頓在約克大學就讀和懷雅遜任教期間與約翰·休厄爾（John Sewell）和鄺隆比等多倫多地區政客相熟。在休厄爾的鼓勵和新民主黨地區團隊的協助下，林頓於1982年首度參與多倫多市議會選舉，成功擊敗尋求連任的張金儀，當選代表第6區的市議員，並旋即成為市議會左派代言人之一。他極力反對天虹體育館項目，並是少數反對多倫多申辦1996年夏季奧運會的政客之一。他也是少數早期已倡護愛滋病病人權益的政客之一。
1985年林頓改為出戰大多倫多市（當時多倫多市之上的行政架構）首屆議會選舉，成功當選大多市議員，1988年市選他則成功重返多倫多市議會。由新民主黨候選人和獨立候選人組成的改革聯盟於是次市選中取得市議會操控權，而林頓亦成為該聯盟非正式領袖。
《多倫多星報》1990年一篇報道指林頓和鄒至蕙雖然收入可觀，卻仍居於獲加拿大聯邦政府補貼的合作社房屋。兩人從1985年起居於希素本合作屋苑，1988年結婚後以每月800加元租住一個三睡房單位。兩人於1990年的收入合計已達12萬加元，並從同年3月起自願地每月額外繳付325元，以抵消加拿大按揭及房屋局為該單位提供的補貼。合作社回應報道時指屋苑内有不同入息程度的租戶對屋苑環境有利，而法例亦規定屋苑需預留一部分單位予願意支付市价租金的租客（如林頓和鄒至蕙）。多倫多市政府律師於同年6月確認兩人的居住行为沒有犯錯或構成任何不当；兩人於同月遷離該屋苑，並於中區華埠買入一間房屋。
林頓於1991年參與多倫多市長選舉，並獲安省當時執政黨新民主黨所支持。競選初期右派票源被另外三位候選人分薄，因此林頓早期勝算頗高。然而隨著右派團結起來支持羅蘭絲（June Rowlands），鎅票局面不再，林頓優勢亦告消失。此外，省新民主黨的民望亦開始下跌，拖累林頓選情，而他較早前反對申奧的立場亦為部分選民所詬病。市選前一個月的民意調查顯示林頓支持度達36%，只較羅蘭絲少4個百分點，但林頓最終也敗於羅蘭絲。林頓其後創立一間環境顧問公司，再於1993年聯邦大選中代表新民主黨爭奪國會下議院玫瑰谷選區（現多倫多中選區）議席，但得票第四高而告落敗。
林頓於1994年重返大多倫多市議會。他再於1997年聯邦大選中競逐百樂匯─堅活選區（現多倫多丹佛選區）議席，卻以大比數敗於尋求連任的自由黨候選人鄧立銘。林頓從2000年起擔任加拿大城鎮聯會的副總裁，再於翌年升任為總裁，大為增加他在聯邦層面的知名度。

## 晉身聯邦政壇

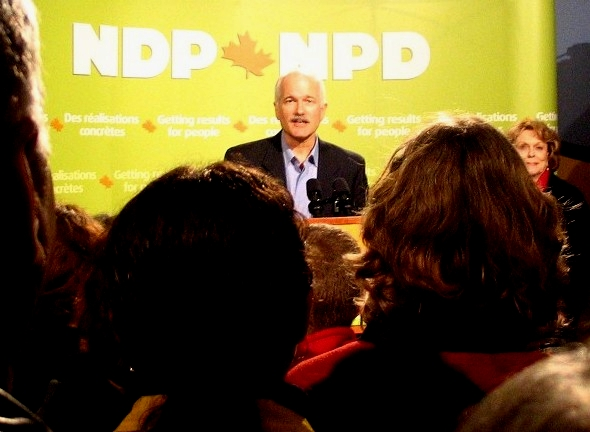
林頓於卑詩省考特尼出席一場聯邦新民主黨活動（2005年1月）

聯邦新民主黨黨領麥當諾（Alexa McDonough）於2002年6月宣佈離任，該黨遂籌辦黨團大會挑選新黨領，而林頓則於同年7月展開黨領競選活動。在2003年1月舉行的黨領選舉中，林頓在首輪投票以53.5%得票率勝出。當時沒有國會議席的林頓委託黨領選舉中得票第二高的比利奇（Bill Blaikie）擔任新民主黨的下議院領袖。
林頓於2004年聯邦大選中與鄧立銘於多倫多丹佛選區再度交鋒，今次卻由林頓勝出，讓他首度晉身國會。在林頓領導下的新民主黨則在全國獲得15%選票，為16年來的新高。然而在多數制選舉制度的影響下，新民主黨只贏取19個議席。
聯邦自由黨在這屆大選中失去多數政府地位，只能以少數政府姿態繼續執政。到了2005年末，飽受贊助醜聞困擾的自由黨支持度陸續下滑，國會下議院三個反對黨則於同年11月28日通過不信任動議，自由黨少數政府遂告倒台，並觸發2006年聯邦大選。林頓在這屆大選帶領新民主黨贏取29個議席，成績較上屆進步，但仍落後奪得51席的魁人政團和以103席屈居官方反對黨的自由黨。林頓本人在多倫多丹佛選區成功連任，其妻子鄒至蕙則在多倫多市中心的聖三一—士巴丹拿選區首度當選國會議員，兩人成為加拿大國會有史以來第二對夫妻檔。同年9月新民主黨在魁北克城舉行全國大會，林頓在黨魁檢討投票中獲取92%選票支持。
他再於2008年聯邦大選中成功連任，並帶領新民主黨贏取37個議席，議席總數仍然落後於魁人政團和自由黨。

## 2011年聯邦大選

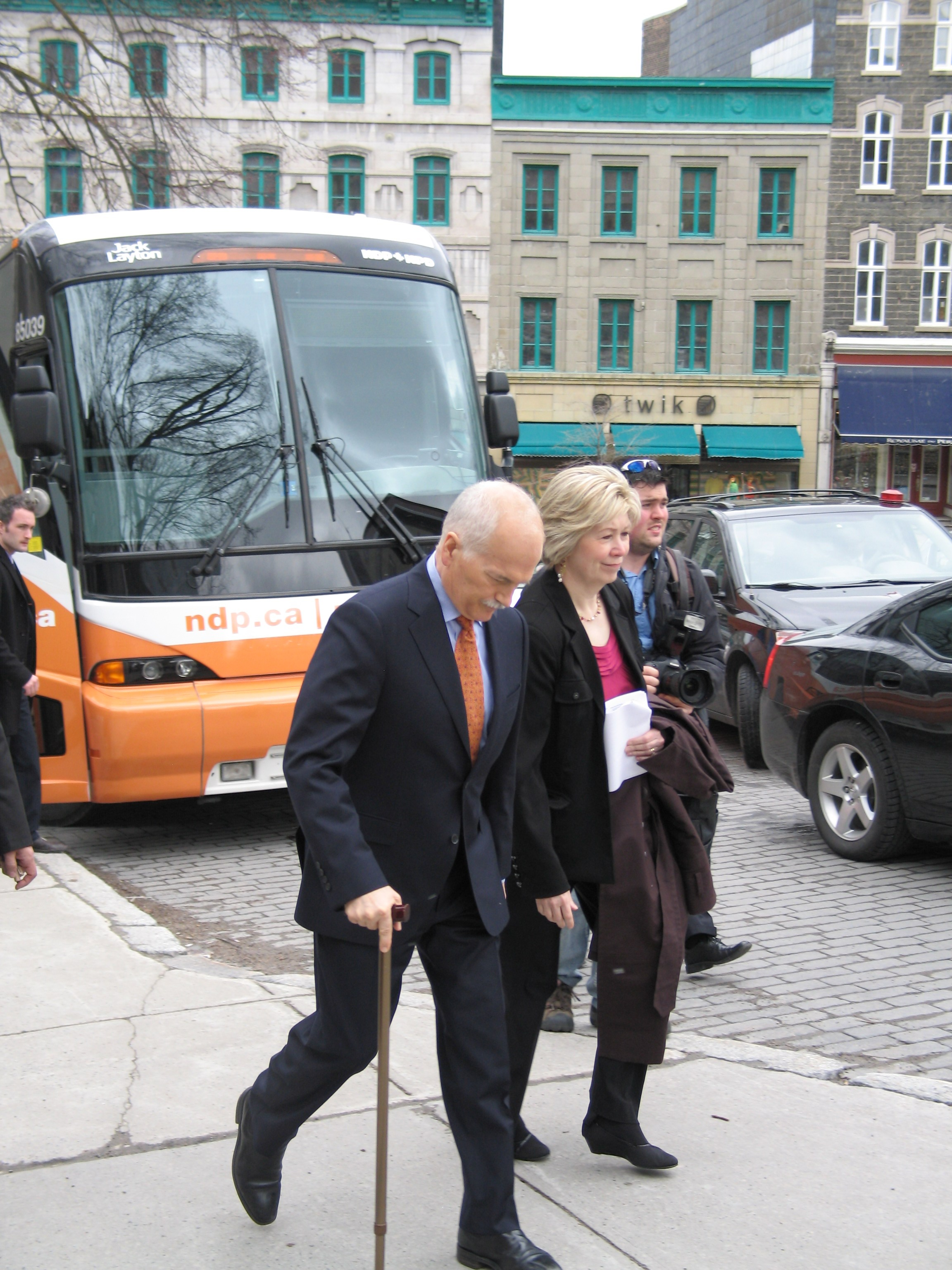
林頓在魁北克城拉票

總理史蒂芬·哈珀於2011年3月26日與總督大衛·約翰斯頓會面後，總督正式解散國會，2011年聯邦大選競選活動亦告展開。林頓較早前曾接受臀部手術，在競選期間常被問及他的健康狀況，他一直堅持自己的情況足以應付黨魁工作。
競選初期新民主黨在各項民調的支持度偏低，但林頓在各場黨魁電視辯論中表現理想，新民主黨的支持度亦隨之上升。林頓亦於4月3日現身加拿大廣播公司法語電視頻道清談節目，以口語化的魁北克法語交談，大受魁北克省法語選民歡迎，新民主黨在該省支持度更超越傾向魁獨的魁人政團。到了4月尾，新民主黨在全國的支持度超越自由黨，只落後於保守黨。到了選前一星期，新民主黨和林頓本人皆成為其他政黨的攻擊目標。
在2011年5月2日舉行的大選中，林頓領導下的新民主黨奪得103個議席，為該黨歷來之最，並讓該黨首度成為官方反對黨。該黨並於魁北克省大有進帳：選前該黨在魁省只得一席（即下任黨魁唐民凱的議席），選後則增至全省75個議席中的59個。林頓亦成功在自己的多倫多丹佛選區連任，並成為官方反對黨黨魁。

## 罹患癌症及逝世

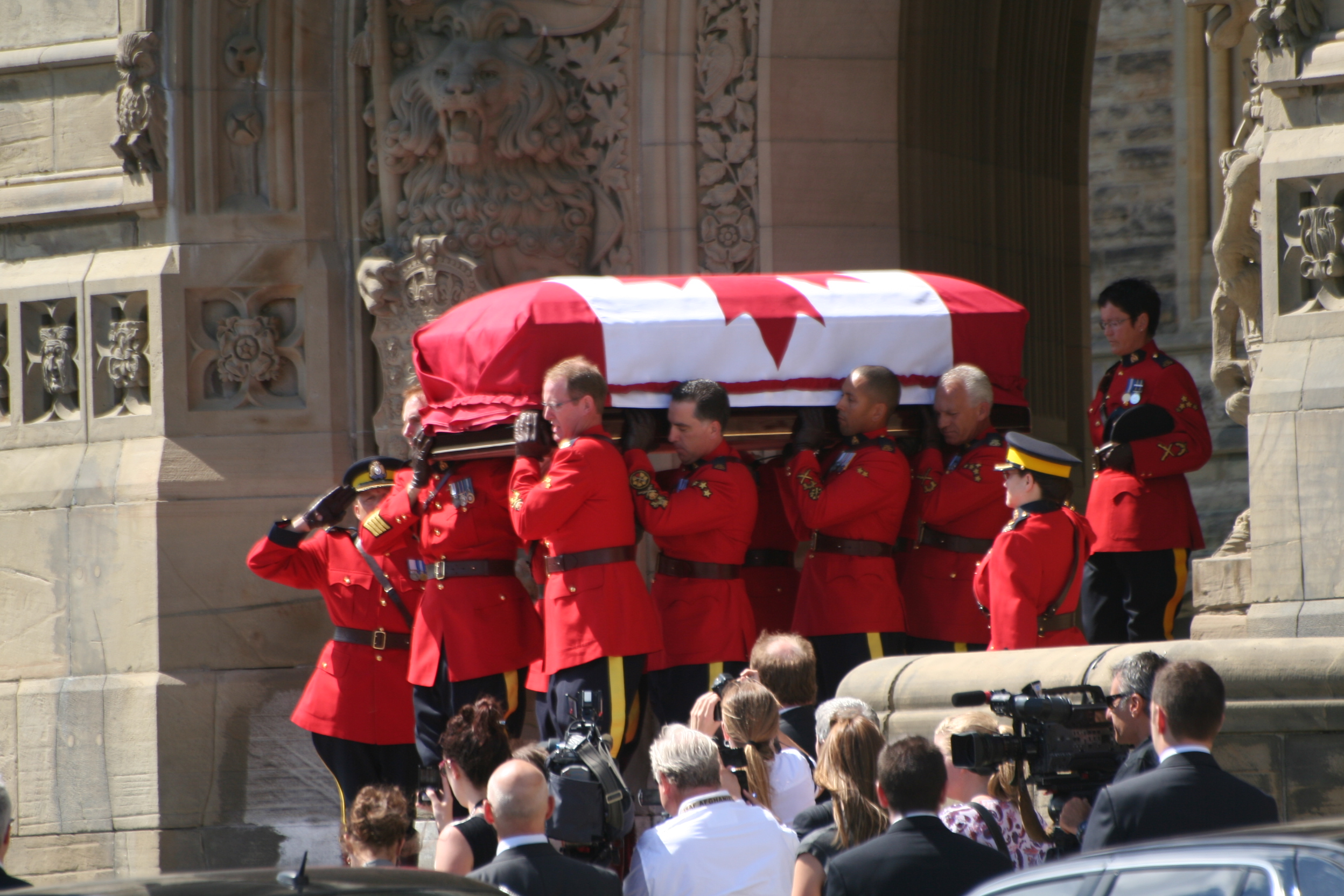
蓋上加拿大國旗的林頓靈柩在渥太華國會大樓展示完畢後，由皇家騎警護送離開（攝於2011年8月25日）

林頓於2010年2月5日宣佈自己確診患上前列腺癌，但其後治愈。他的父親羅伯特·林頓過去亦曾患上這種癌症，但後來亦康復。
2011年7月25日，明顯消瘦的林頓召開記者會宣佈自己再度患癌，但除了指明並非前列腺癌外並沒有提及是何種癌症。他亦宣佈暫時卸下黨魁一職以全力抗癌，並推薦新民主黨黨團主席妮科爾·特梅爾出任臨時黨魁。林頓又表示希望在同年9月國會復會後重返議事廳，但最終仍不敵癌魔，於北美東岸夏令時間2011年8月22日清晨4時45分（UTC-4）在多倫多家中病逝，終年61歲。
他的喪禮於2011年8月27日以國葬形式在多倫多萊湯遜音樂廳舉行，出席的包括總理哈珀、總督約翰斯頓和前總理馬田和克里田等政治人物以及多名著名演奏家，而喪禮亦開放給約600名市民入内。反對黨黨魁的喪禮通常不在以國葬規格進行之列，但哈珀破例向林頓遺孀鄒至蕙提出此安排，並獲鄒氏接納。在此之前，林頓的靈柩分別停放於渥太華國會大樓（8月24至25日）和多倫多市政廳（8月26至27日），連日來有數以千計民眾前往憑弔。他的遺體火化後，骨灰分別撒於家鄉魁省哈德遜鎮，以及多倫多市的阿爾岡昆島和多倫多大墓園（Toronto Necropolis）。

## 榮譽

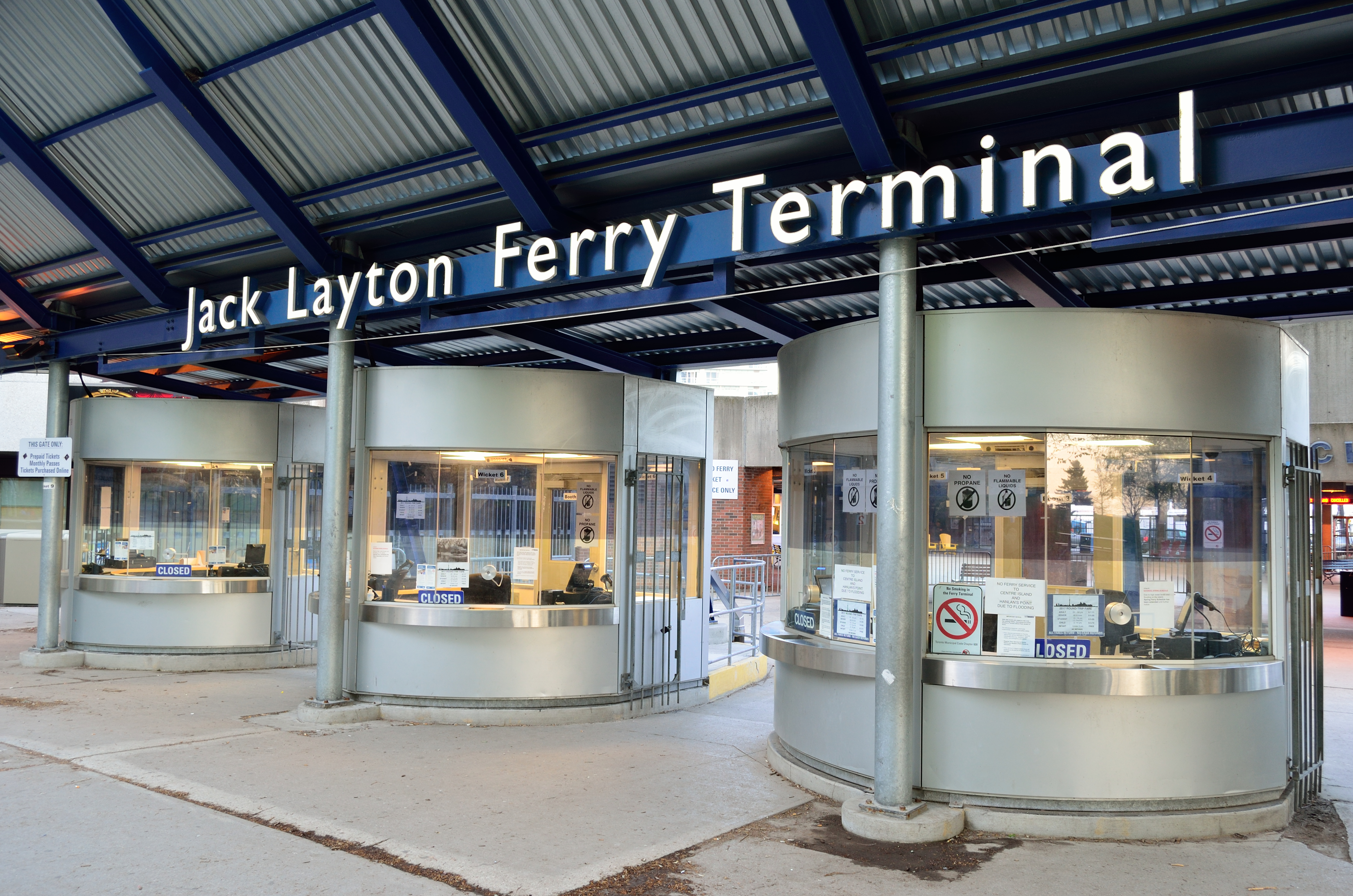
傑克·林頓渡輪碼頭

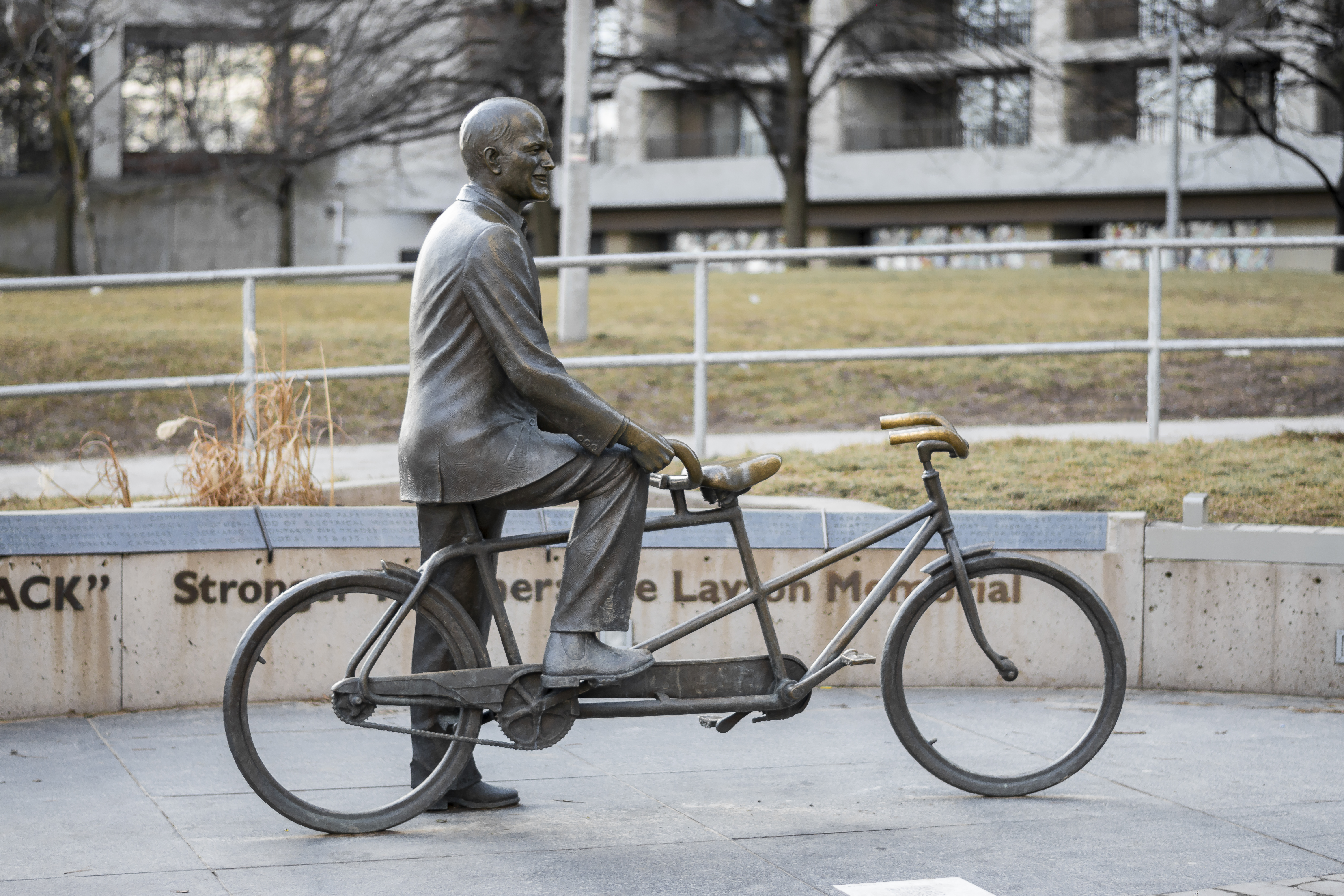
傑克·林頓碼頭紀念銅像

### 殊勳
| 綬帶 | 勳章                   | 注釋                                   |
|      | 功績十字勳章（M.S.C.） | - 2017年3月9日追頒（由遺孀鄒至蕙代領） |

### 以他命名的事物
- 傑克·林頓公園（Parc Jack-Layton）：位於林頓家鄉魁省哈德遜鎮，2012年更名[67]
- 傑克·林頓大樓（Jack Layton Building）：位於渥太華市中心的聯邦新民主黨總部大樓[68]
- 傑克·林頓渡輪碼頭（Jack Layton Ferry Terminal）：多倫多市議會於2012年6月一致通過將多倫多群島渡輪航線在多倫多市中心的碼頭建築更名爲傑克·林頓渡輪碼頭以紀念林頓[69]；碼頭於2013年8月（即林頓逝世兩周年）正式更名，展現林頓腳踏雙人單車的銅像亦於同日在碼頭揭幕[70]。
- 林頓路（Jack Layton Way）：多倫多市河谷區東區華埠前當監獄（Don Jail）門前的道路於2013年從「當監獄路」改稱「林頓路」[71][72]；這條道路坐落林頓生前代表的多倫多丹佛選區，監獄建築則改建成橋角醫療中心。

## 競選紀錄
| 年份   | 黨派      | 黨派     | 得票      | 得票    | 得票      | 議席     | 議席       | 排名     |
| 年份   | 黨派      | 黨派     | 總數      | %       | ±%        | 總數     | ±          | 排名     |
| ------ | --------- | -------- | --------- | ------- | --------- | -------- | ---------- | -------- |
| 2004年 |           | 新民主黨 | 2,127,403 | 15.68%  | +7.17%    | 19 / 308 | +6         | 第四大黨 |
| 2006年 | 2,589,597 | 新民主黨 | 17.48%    | +1.80%  | 29 / 308  | +10      | 第四大黨   |          |
| 2008年 | 2,515,288 | 新民主黨 | 18.18%    | +0.70%  | 37 / 308  | +6       | 第四大黨   |          |
| 2011年 | 4,508,474 | 新民主黨 | 30.63%    | +12.45% | 103 / 308 | +66      | 官方反對黨 |          |

| 年份   | 種類           | 選區       | 政黨   | 政黨     | 得票   | 得票  | 得票    | 得票   | 結果 |
| 年份   | 種類           | 選區       | 政黨   | 政黨     | 總數   | %     | 排名    | ±%     | 結果 |
| ------ | -------------- | ---------- | ------ | -------- | ------ | ----- | ------- | ------ | ---- |
| 1982年 | 多倫多市議會   | 第6市選區  |        | 獨立     | 9,892  | 27.39 | 第二    | 不適用 | 當選 |
| 1985年 | 大多倫多市議會 | 第6市選區  | 9,037  | 獨立     | 62.63  | 第一  | +35.24% | 當選   |      |
| 1988年 | 多倫多市議會   | 第6市選區  | 5,486  | 獨立     | 78.75  | 第一  | +16.12% | 當選   |      |
| 1991年 | 多倫多市長     | 不適用     |        | 新民主黨 | 64,044 | 32.88 | 第二    | 不適用 | 落選 |
| 1994年 | 大多倫多市議會 | 當河       | 10,117 | 新民主黨 | 49.19  | 第一  | 不適用  | 當選   |      |
| 1997年 | 多倫多市議會   | 第25市選區 | 15,045 | 新民主黨 | 29.17  | 第一  | 不適用  | 當選   |      |
| 2000年 | 多倫多市議會   | 第30市選區 | 8,671  | 新民主黨 | 59.74  | 第一  | 不適用  | 當選   |      |

| 年份   | 選區        | 政黨   | 政黨     | 得票  | 得票 | 得票    | 得票   | 結果 | 搖擺         | 搖擺       |
| 年份   | 選區        | 政黨   | 政黨     | 總數  | %    | 排名    | ±%     | 結果 | 搖擺         | 搖擺       |
| ------ | ----------- | ------ | -------- | ----- | ---- | ------- | ------ | ---- | ------------ | ---------- |
| 1993年 | 玫瑰谷      |        | 新民主黨 | 5,937 | 11   | 第四    | 不適用 | 落選 |              | 自由黨進帳 |
| 1997年 | 百樂匯─堅活 | 13,903 | 新民主黨 | 33    | 第二 | 不適用  | 落選   |      | 自由黨穩守   |            |
| 2004年 | 多倫多丹佛  | 22,198 | 新民主黨 | 46.34 | 第一 | 不適用  | 當選   |      | 新民主黨進帳 |            |
| 2006年 | 多倫多丹佛  | 24,412 | 新民主黨 | 48.42 | 第一 | +2.08%  | 當選   |      | 新民主黨穩守 |            |
| 2008年 | 多倫多丹佛  | 20,323 | 新民主黨 | 44.78 | 第一 | −3.64%  | 當選   |      | 新民主黨穩守 |            |
| 2011年 | 多倫多丹佛  | 29,235 | 新民主黨 | 60.80 | 第一 | +16.02% | 當選   |      | 新民主黨穩守 |            |

## 著作
- Layton, Jack. . Toronto: Penguin Books. 2000. ISBN 9780140288889. OCLC 45045233.
- —. . Toronto: Key Porter Books. 2004. ISBN 9781552635773. OCLC 53963558.
- —. . Toronto: Key Porter Books. 2006. ISBN 9781552636886. OCLC 62346602.（《Speaking Out: Ideas that Work For Canadians》的修訂和擴充版）

## 備註
1. ↑  原文為：「My friends, love is better than anger. Hope is better than fear. Optimism is better than despair. So let us be loving, hopeful and optimistic. And we'll change the world.」